# Laufilitonga

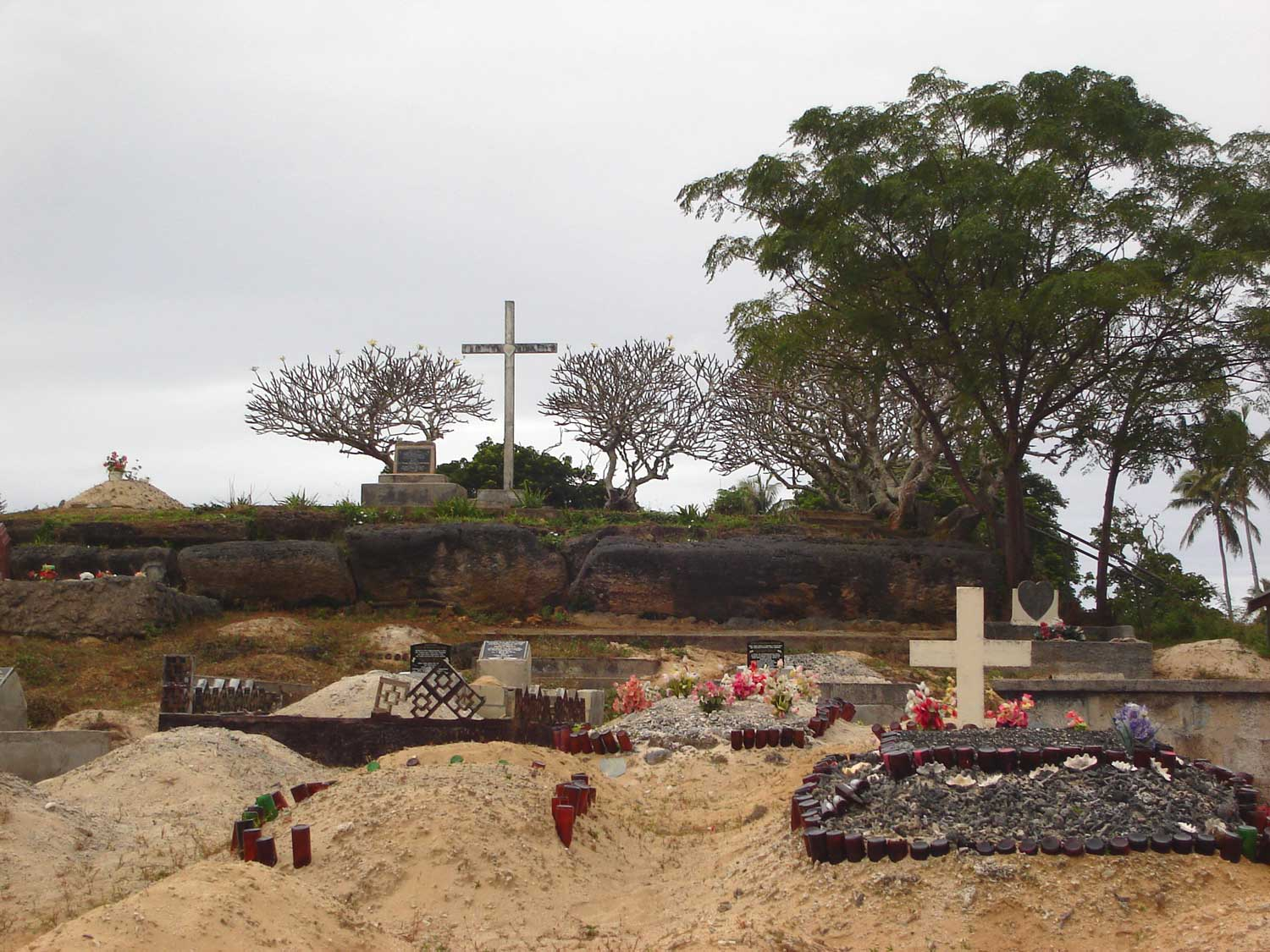
Grab von Laufilitonga, Langi Tu´ofefafa.

Fatafehi Laufilitonga (* 24. August 1797; † 9. Dezember 1865) war der 39. und letzte Tuʻi Tonga aus der Dynastie der Tuʻi Tonga in Tonga.

## Leben
Über das Leben von Laufilitonga ist nur wenig bekannt. Er war der älteste Sohn von König Fatafehi Fuanunuʻiava und dessen Frau Tupou Veiongo Moheofo.
Er folgte seinem Vater 1810 nach als Familienoberhaupt des Hauses Tonga. Man befand jedoch, das er zu jung sei, um zum Tuʻi Tonga des Tongaischen Imperiums erhoben zu werden. Der Titel hatte zu dieser Zeit bereits Macht und Prestige verloren und die wirkliche Macht lag bei den Tuʻi Kanokupolu.
Laufilitonga kämpfte jedoch darum, die Macht der Tuʻi Tonga wiederherzustellen und arbeitete daran seine spirituelle Führungsrolle auch politisch zu nutzen. Er forderte dabei Tāufaʻāhau (den späteren George Tupou I.) in Haʻapai heraus.
Der Ausgang dieses Kampfes wurde letztlich in der Schlacht von Velata bei Tongoleleka auf Lifuka entschieden (1826). Laufilitonga wurde besiegt, nachdem ein wichtiger Verbündeter, der Chief von Haʻafeva, sich gegen Laufilitonga wendete. Er wurde zwar 1827 zusammen mit dem Tuʻi Kanokupolu zum Spott als Tuʻi Tonga eingesetzt, hatte aber keine politische oder religiöse Funktion.
Am 7. November 1851 konvertierte Laufilitonga offiziell zum katholischen Glauben und wurde auf den Namen Samuelio Fatafehi Laufilitonga getauft.
Nach seinem Tod 1865 wurde er im langi Tuʻofefafa i in Muʻa beigesetzt und der Titel Tuʻi Tonga abgeschafft.
Seine Frau Sālote Lupepauʻu heiratete später den ersten König von Tonga, George Tupou I.
| Vorgänger   | Amt                  | Nachfolger           |
| ----------- | -------------------- | -------------------- |
| Fuanunuiava | Tuʻi Tonga 1827–1865 | Erlöschen des Titels |